# دوغلاس هيمفيل إليوت
دوغلاس هيمفيل إليوت هو سياسي أمريكي، ولد في 3 يونيو 1921 في فيلادلفيا في الولايات المتحدة، وتوفي في 19 يونيو 1960 في Letterkenny Township, Pennsylvania ‏ في الولايات المتحدة بسبب تسمم بأحادي أكسيد الكربون. نشط حزبياً في الحزب الجمهوري. وقد انتخب عضو مجلس ولاية بنسيلفانيا ‏ وانتخب عضو مجلس النواب الأمريكي ‏.